# Sige macroceros
Sige macroceros är en ringmaskart som först beskrevs av Grube 1860.  Sige macroceros ingår i släktet Sige och familjen Phyllodocidae. Utöver nominatformen finns också underarten S. m. orientalis.